# Bonnetia
Bonnetia é um género botânico pertencente à família Bonnetiaceae.

## Espécies
Composto por 53 espécies:
| - Bonnetia ahogadoi - Bonnetia anceps - Bonnetia bahiensis - Bonnetia bolivarensis - Bonnetia celiae - Bonnetia chimantensis - Bonnetia colombiana - Bonnetia cordifolia - Bonnetia coriacea - Bonnetia corymbosa - Bonnetia crassa - Bonnetia cubensis - Bonnetia dinizii - Bonnetia duidae - Bonnetia euryanthera - Bonnetia fasciculata - Bonnetia guaiquinimae - Bonnetia guiaquinimae | - Bonnetia holostyla - Bonnetia huberiana - Bonnetia jauaensis - Bonnetia kathleenae - Bonnetia lanceifolia - Bonnetia liesneri - Bonnetia longifolia - Bonnetia maguireorum - Bonnetia martiana - Bonnetia meridionalis - Bonnetia multinervia - Bonnetia multinervis - Bonnetia neblinae - Bonnetia neblinensis - Bonnetia palustris - Bonnetia paniculata - Bonnetia parviflora - Bonnetia petiolaris | - Bonnetia phelpsii - Bonnetia ptariensis - Bonnetia racemosa - Bonnetia roraimae - Bonnetia rosea - Bonnetia roseiflora - Bonnetia rubicunda - Bonnetia sessilis - Bonnetia steyermarkii - Bonnetia stricta - Bonnetia tepuiensis - Bonnetia toronoensis - Bonnetia trifoliata - Bonnetia tristyla - Bonnetia variabilis - Bonnetia venulosa - Bonnetia wurdackii |